# 北海道医学技術専門学校
北海道医学技術専門学校 （ほっかいどういがくぎじゅつせんもんがっこう）とは、北海道旭川市にある私立の専修学校。運営母体は学校法人緑蔭会。略称は北医専(ほくいせん)

## 教育目標
愛と奉仕の精神で創造性豊かな研究心と実践力を育む｡

## 概要
1974年（昭和49年）開学。隣接する旭川医科大学や北海道教育大学等から講師を招いて専門課程の教育に力を入れ、臨床検査技師共に診療情報管理士の資格取得を目指す。臨床検査技師と診療情報管理士のダブルライセンスを取得できるのは北海道、東北では本校だけである。
　平成18年度の臨床検査技師国家試験合格率は92.3%であり、近年の合格率は全国平均を上回る成績をおさめている。また旭川医科大学病院を始めとした道内各地の病院で臨地実習を行っている。

## 沿革
- 1974年（昭和49年） -  臨床検査技師学校養成所として国の指定を受け、北海道知事より専修学校設置の許可を受け、「北海道医学技術専門学校」として開学。
- 1983年（昭和58年） - 旭川市西神楽4線5号に新校舎完成、移転。
- 2000年（平成12年） - 臨床検査技師科に単位制導入。
- 2007年（平成19年） - 運営母体が「学校法人緑蔭会」へ変更。

## 設置学科
- 臨床検査技師科（3年制・昼間・定員40名）
- 診療情報管理士課程（附帯教育事業）

## 所在地
- 北海道旭川市緑が丘東3条1丁目1番6号

## アクセス
- JR富良野線西御料駅下車徒歩20分
- 旭川電気軌道71・80・81番線「旭川医大前」下車徒歩3分

## 取得できる資格・免許状

### 臨床検査技師科
- 専門士称号
- 臨床検査技師国家試験受験資格

### 診療情報管理士課程
- 日本病院会の行う診療情報管理士認定試験の受験資格